# Asplenium speluncae
Asplenium speluncae är en svartbräkenväxtart som beskrevs av Christ. Asplenium speluncae ingår i släktet Asplenium och familjen Aspleniaceae. Inga underarter finns listade.